# 19727 Аллен
19727 Аллен (1999 XS2, 1994 LK4, 19727 Allen) — астероїд головного поясу, відкритий 4 грудня 1999 року.
Тіссеранів параметр щодо Юпітера — 3,445.